# Kodiosoma fulva
Kodiosoma fulva là một loài bướm đêm thuộc phân họ Arctiinae, họ Erebidae.